# النشيد الأوروبي
النشيد الأوروبي Anthem of Europe هو النشيد الذي يستخدم في الاحتفالات الرسمية من عدة منظمات دولية أوروبية. الموسيقى تدوم لدقيقتين لقصيدة إلى السعادة من تأليف فريدرش شيلر وتلحين لودفيج فان بيتهوفن في السيمفونية التاسعة لبيتهوفن، التي كتبت في عام 1823. ويستخدم حاليًا من قبل الاتحاد الأوروبي وأيضًا مجلس أوروبا وجل المنظمات الأوروبية.

## التاريخ

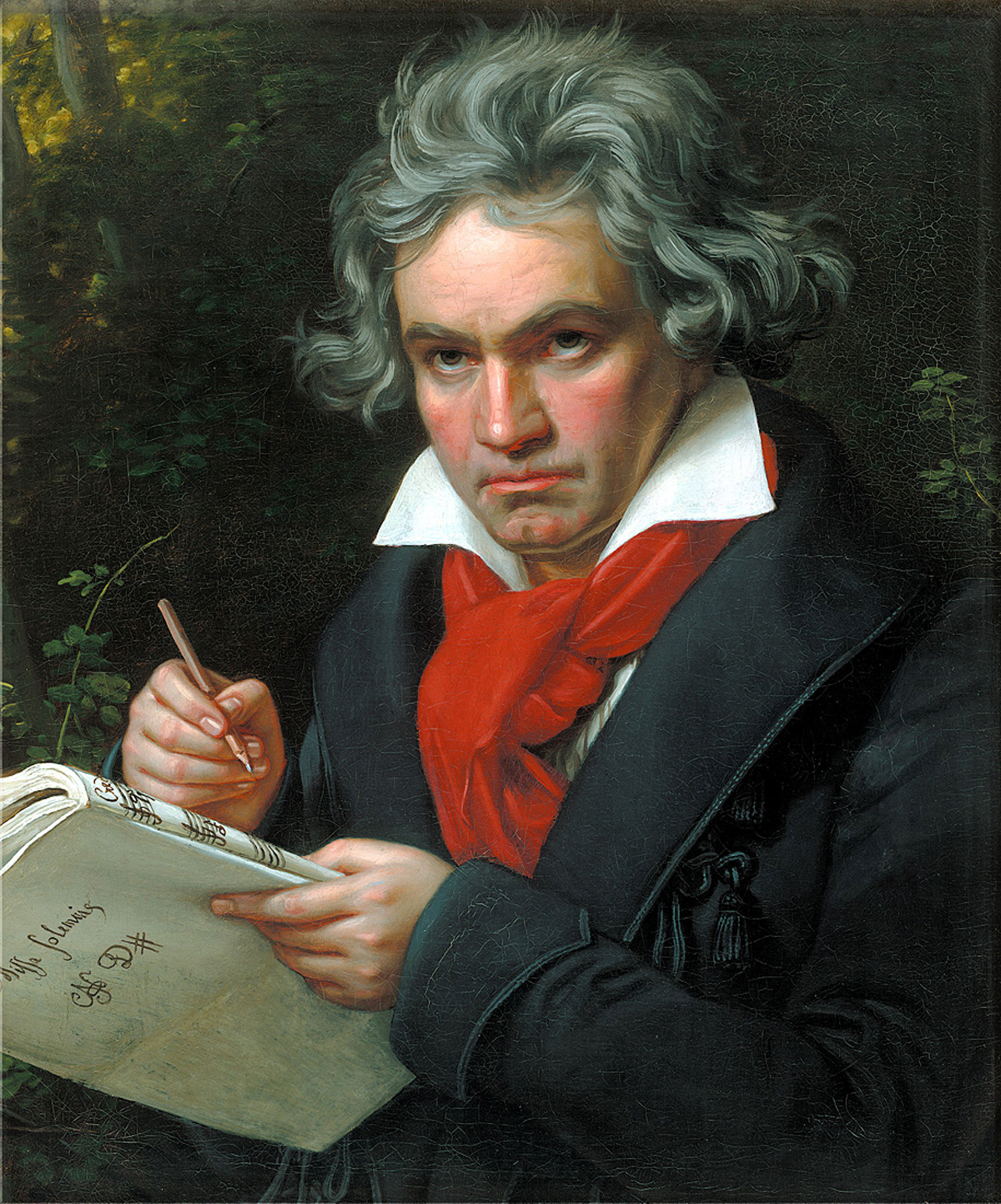
Composer Ludwig van Beethoven

### أولى المقترحات
بعد الحرب العالمية الثانية، وبالتزامن مع مسألة إحداث علم جديد للمؤسسات الأوروبية، أثيرت مسألة تجديد النشيد الأوروبي أيضا وتلقى مجلس أوروبا عشرات المقترحات الموسيقية ولكلمات النشيد.
كان ريتشارد نيكولاس دو كودينوفي كاليرغي في عام 1929 قدم رأيه في اعتماد نشيد إلى السعادة كنشيد أوروبي. ومع ذلك، بعد رفضه اقتراحه للاحتفال بيوم أوروبا، أصبح يخشى على الاقتراح بنفسه رسميا. إلا أنه أشار إلى هذه المسألة مرة أخرى في عام 1951. بين عامي 1952 و1966، كانت ألمانيا مقسمة لدولتين وكانتا تستخدمان النشيد الأوروبي المقترح عوض نشيدهما الوطني في الألعاب الأولمبية.
من بين المقترحات المختلفة المقدمة من قبل المواطنين كان هناك خاصة:
- أغنية للسلام لجيهان لويس غودييه (مدرس غناء في ليون) بتاريخ 26 أغسطس 1949 موجهة ومخصصة لبول هنري سباك رئيس مجلس أوروبا. المؤلف عرض حقا النشيد على الأمم المتحدة.
- نشيد ""Hymne eines geeinten Europas"" أو ""Hymne à une Europe unifiée"" (العنوانين هم للكاتب) تعني ""نشيد لأوروبا موحدة""، لكارل كالفس من ألمانيا، بتاريخ 14 أكتوبر 1949.
- نشيد عنوانه ""Invocata"" لهانس هوربان من ألمانيا قدمها في سنة 1950.

## اعتماد الاتحاد الأوروبية
بدأت الانعكاسات تظهر على اعتماد النشيد في الاتحاد الأوروبي في عام 1985 (في وقت واحد مع المناقشات على العلم) في المجلس الأوروبي في ميلانو. وتم اتخاذ قرار من قبل «الشؤون الخارجية» للمجلس في 21 و22 نيسان 1986، وتم رفع العلم الرسمي وتفسير النشيد الجديد في 29 مايو.

## ترجمة غير رسمية للنشيد
| النشيد بالألمانية |
| --- |
| Freude, schöner Götterfunken, Tochter aus Elysium! Wir betreten feuertrunken, Himmlische, Dein Heiligtum. Deine Zauber binden wieder, Was die Mode streng geteilt, Alle Menschen werden Brüder, Wo Dein sanfter Flügel weilt. |

| النشيد باللاتينية |
| --- |
| Est Europa nunc unita et unita maneat; una in diversitate pacem mundi augeat. Semper regant in Europa fides et iustitia et libertas populorum in maiore patria. Cives, floreat Europa, opus magnum vocat vos. Stellae signa sunt in caelo aureae, quae iungant nos. |

| النشيد بالفرنسية |
| --- |
| L'Europe est maintenant unie, qu'elle le demeure ; une dans la diversité elle participe à la paix du monde. Que règnent pour toujours en Europe La Foi et la Justice et la liberté des peuple dans cette grande patrie. Citoyens, que l'Europe soit florissante : ce grand œuvre vous appelle. Les étoiles d'or dans le ciel sont le signe qui nous relie. |

| النشيد بالإنجليزية |
| --- |
| Europe is united now United that it may remain; Our unity in diversity May contribute to world peace. May there forever reign in Europe Faith and justice and Freedom For all its many people In a greater motherland Citizens, Europe will flourish, A great task calls on to you. The stars in the night sky Are the symbols that unite us. |

## مقالات ذات صلة
- نشيد وطني
- إلى السعادة
- لودفيج فان بيتهوفن
- علم الاتحاد الأوروبي